# Пушкинское муниципальное образование
Пушкинское муниципальное образование — городское поселение в Советском районе Саратовской области России.
Административный центр — рабочий посёлок (посёлок городского типа) Пушкино.

## История
Создано в 2015 году. В 2018 году в его состав были включены все населённых пункты упразднённых Культурского и Наливнянского муниципальных образований.

## Население
| 2009  | 2010  | 2011  | 2012  | 2013  | 2014  | 2015  |
| ----- | ----- | ----- | ----- | ----- | ----- | ----- |
| 2662  | ↗2784 | ↘2777 | ↘2751 | ↘2690 | ↗2697 | ↘2643 |
| 2016  | 2017  | 2018  | 2019  | 2020  | 2021  |       |
| ↘2612 | ↘2572 | ↘2511 | ↗4723 | ↘4674 | ↘4566 |       |

## Населённые пункты
В состав городского поселения входят 10 населённых пунктов, в том числе 9 сельских и 1 городской (рабочий посёлок)
| №  | Населённый пункт | Тип                     | Население |
| -- | ---------------- | ----------------------- | --------- |
| 1  | Зорино           | село                    | 4         |
| 2  | Зорино           | станция                 | 2         |
| 3  | Кобзаревский     | железнодорожный разъезд | 7         |
| 4  | Лебедево         | село                    | 5         |
| 5  | Новоантоновка    | село                    | ↗309      |
| 6  | Пушкино          | рабочий посёлок         | ↗2334     |
| 7  | Новокривовка     | село                    | ↘1101     |
| 8  | Новолиповка      | село                    | ↘168      |
| 9  | Наливная         | станция                 | ↘425      |
| 10 | Пионерское       | село                    | ↗681      |